# Patrick Leo McCartie
Patrick Leo McCartie (ur. 5 września 1925 w Hartlepool, zm. 23 kwietnia 2020 w Birmingham) – brytyjski duchowny rzymskokatolicki, w latach 1990-2001 biskup diecezjalny Northampton. 

## Życiorys
Święcenia kapłańskie przyjął 17 lipca 1949 w archidiecezji Birmingham. 13 kwietnia 1977 papież Paweł VI mianował go biskupem pomocniczym tej archidiecezji, ze stolicą tytularną Elmhama. Sakry udzielił mu 20 maja 1977 George Patrick Dwyer, ówczesny arcybiskup metropolita Birmingham. 20 lutego 1990 papież Jan Paweł II powierzył mu stanowisko biskupa diecezjalnego Northampton. We wrześniu 2000 osiągnął biskupi wiek emerytalny (75 lat) i zgodnie z przepisami prawa kanonicznego złożył rezygnację. Papież przyjął ją z dniem 29 marca 2001. Od tego czasu pozostaje biskupem seniorem diecezji. 